# Uncinia triquetra
Uncinia triquetra är en halvgräsart som beskrevs av Georg Kükenthal. Uncinia triquetra ingår i släktet Uncinia och familjen halvgräs. Inga underarter finns listade i Catalogue of Life.